# Müllingen
Müllingen is een dorpje in de Duitse gemeente Sehnde, deelstaat Nedersaksen, en telt 454 inwoners.
De naam van het dorpje heeft niets te maken met Müll, Duits voor: vuilnis, maar met een molen, die hier gestaan heeft.

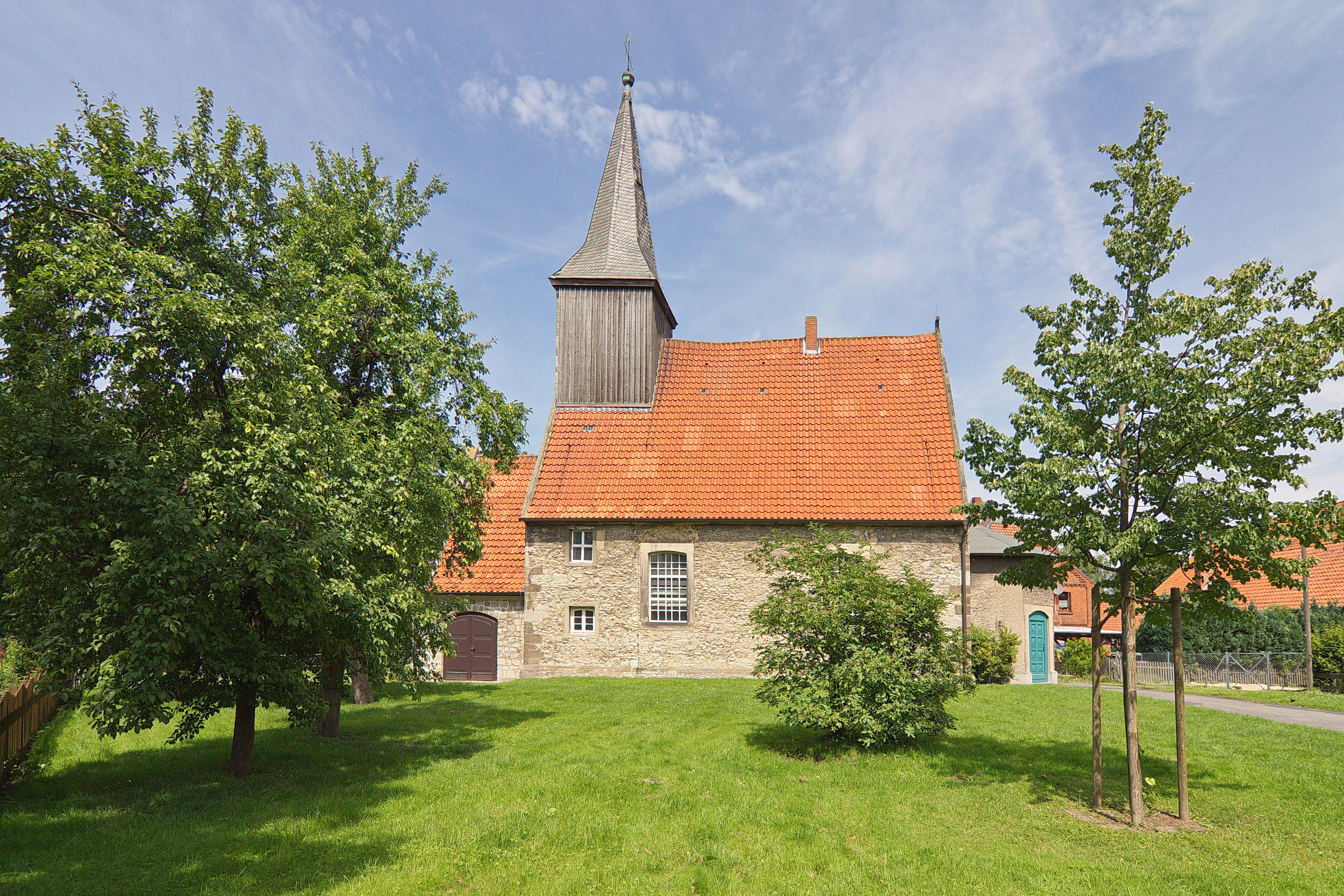
14e-eeuws kerkje te Müllingen

Zie voor meer informatie: Sehnde.